# Knock o el triunfo de la medicina
Knock o el Triunfo de la medicina es una obra de teatro de Jules Romains, representada por primera vez en París, en el Teatro de los Campos-Elíseos, bajo la dirección de Jacques Hébertot, puesta en escena y decoraciones de Louis Jouvet, que interpreta igualmente el protagonismo.
Comedia chirriante, Knock denuncia la manipulación, que se trata de medicina o de ideología, como de cualquier comercio. La pieza se ha quedado en la memoria colectiva por la frase del Dr Knock : “Las personas sanas son enfermos que se ignoran”.
Resumen: 
El ambicioso Dr. Knock llega a un pueblo rural, Saint-Maurice, para seguir los pasos del Dr. Parpalaid como médico local. Desafortunadamente, la mayoría de los aldeanos gozan de buena salud. Por lo tanto, decide hacer creer a todos que en realidad están mucho más enfermos de lo que realmente están.  La revista Esperanto resumió la obra en 1932 así:
Un médico anticuado y un médico muy moderno, ambos engañándose entre sí, pero al final el médico moderno Knock sale victorioso
- Datos: Q3198032
- Multimedia: Knock (play) / Q3198032